# Зенітний ракетний комплекс

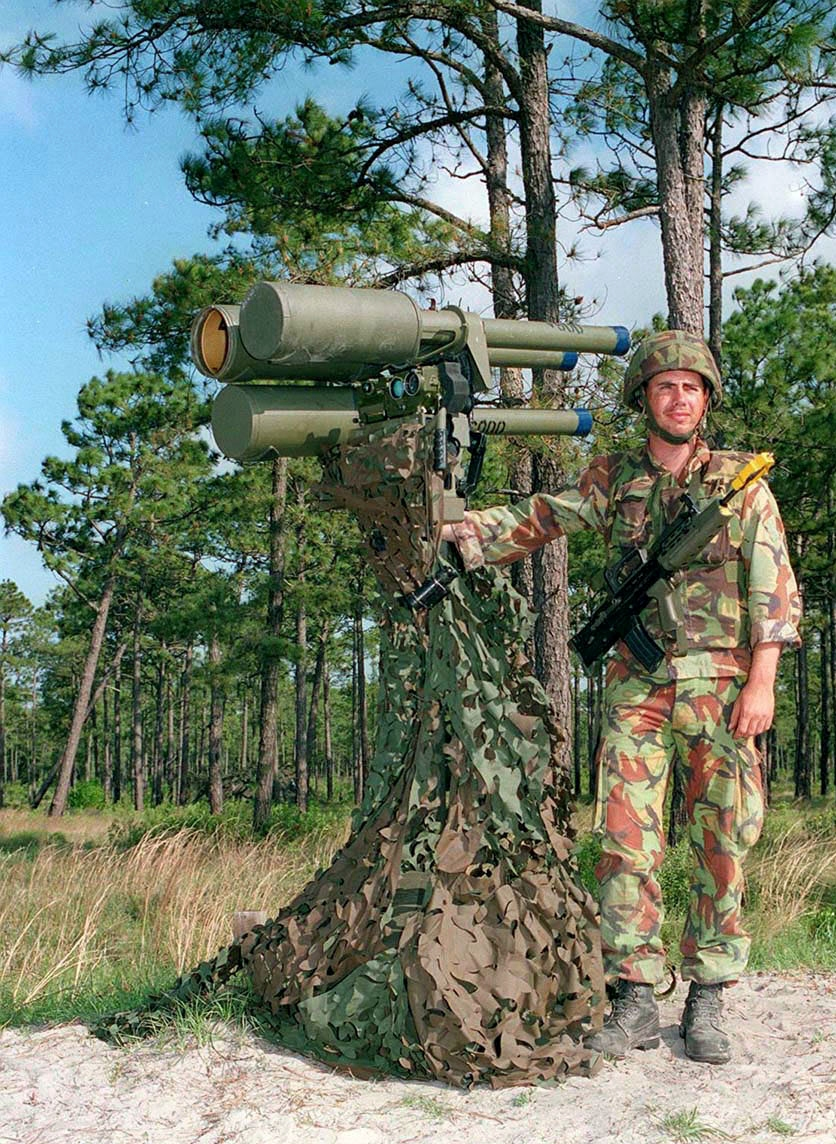
Обслуга переносного зенітного ракетного комплексу «Джавелін». Велика Британія

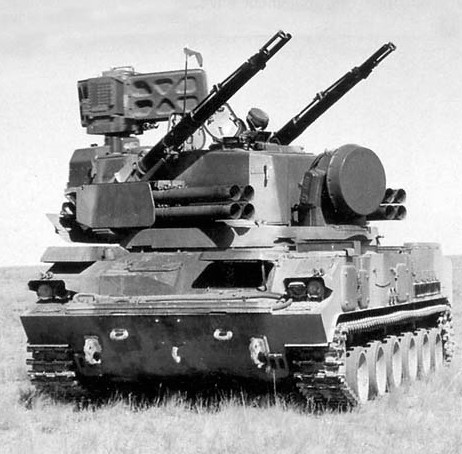
Гарматно-ракетний ЗРК «Тунгуска». СРСР

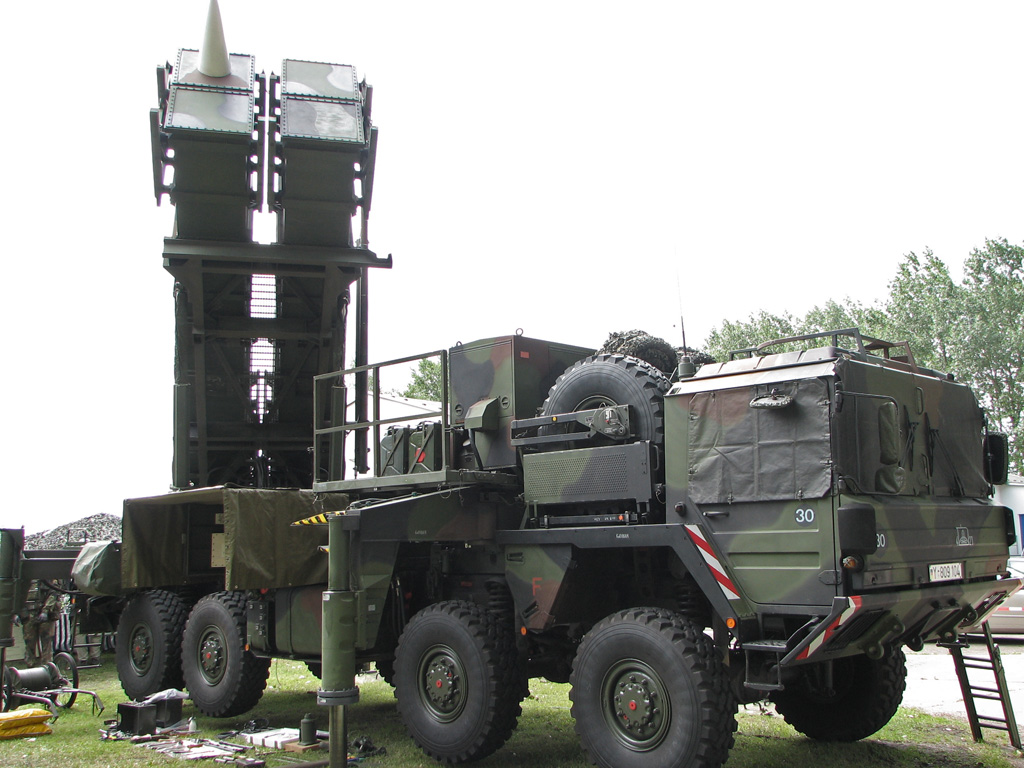
ЗРК «Патріот». ФРН

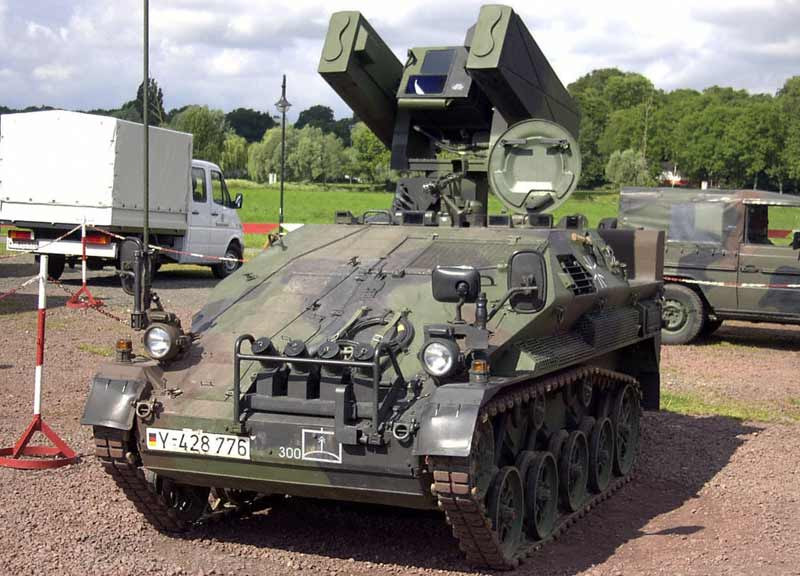
Зенітно-ракетний комплекс «Оцелот» на базі БМД «Візель». ФРН

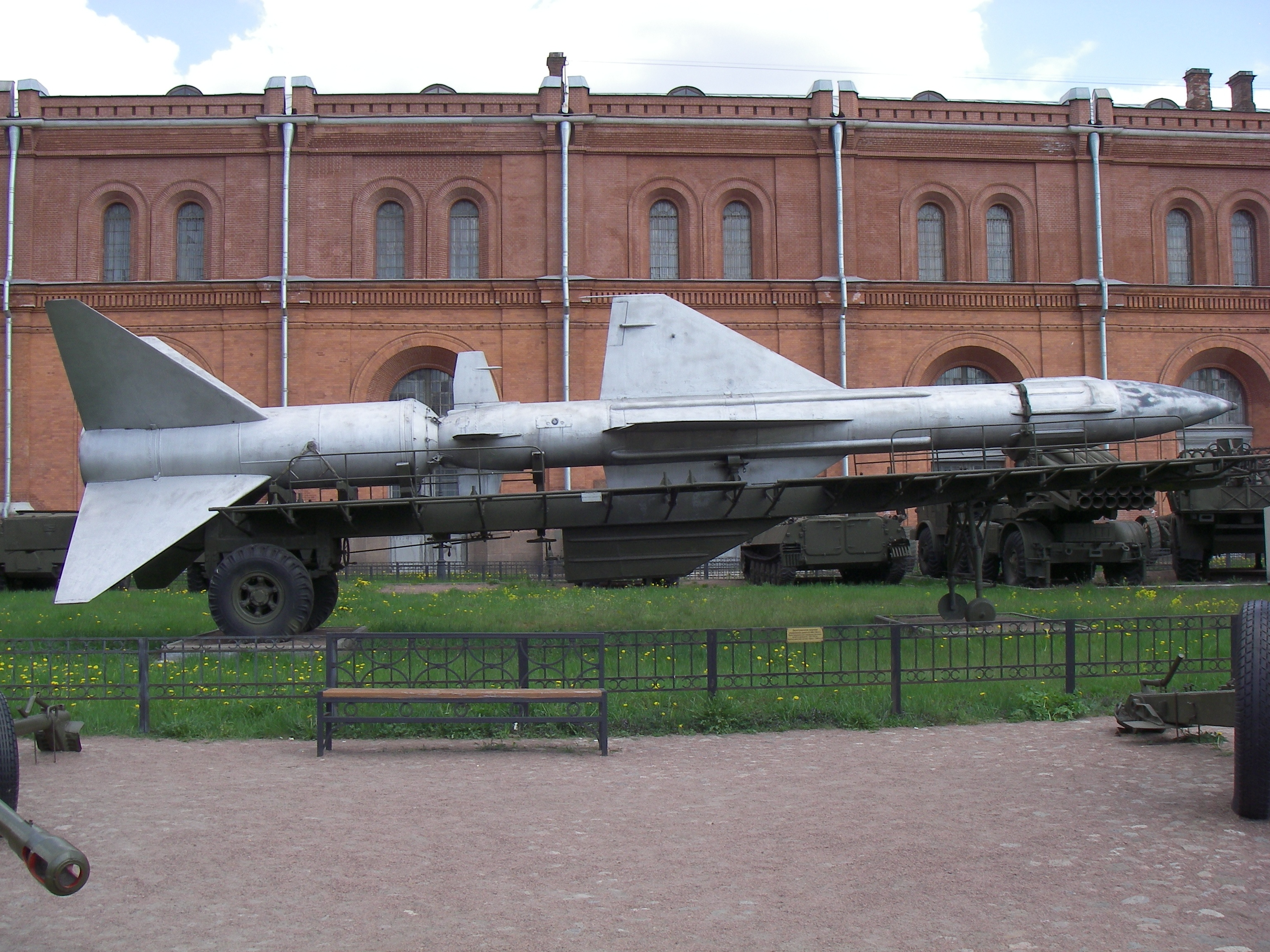
Зенітна керована ракета С-200

Зені́тний раке́тний ко́мплекс — сукупність функціонально пов'язаних бойових і технічних засобів, що забезпечують автономне виконання завдань зі знищення повітряних цілей зенітними ракетами.
До складу ЗРК входять: система виявлення й цілевказання; одна або кілька зенітних керованих ракет (ЗКР) і пускових установок ракет; засіб керування ЗКР; технічні засоби.

## Історія створення
Перші експериментальні зразки ЗРК створені наприкінці Другої світової війни; з 50-х рр. комплекси почали надходити на озброєння в СРСР, США, Великої Британії й інших країнах, а до середини 70-х рр. вони стали одним з основних засобів ППО, що володіють високою ефективністю ураження цілі.
За тактико-технічними характеристиками, в арміях багатьох держав зенітно-ракетні комплекси діляться на комплекси далекої дії, середньої й малої дальності, а також ближньої дії.
ЗРК далекої дії (найбільша дальність 100 км і більше, бойова висота до 30 км), як правило, мають найважчі зенітні керовані ракети (стартова маса 3,2 — 7,3 т), які здатні нести як звичайну, так і ядерну бойову частину. Ракети таких зенітно-ракетних комплексів оснащені здебільшого прямотічними повітряно-реактивними двигунами.
У ЗРК середньої дальності (від 20 до 100 км, бойова висота від 0,05-0,6 до 20-23 км), зенітні керовані ракети (стартова маса 0,6 — 2 т) зазвичай твердопаливні, що забезпечує високу боєздатність комплексу.
ЗРК малої дальності (від 10 до 20 км, бойова висота до 10 км) і ЗРК ближньої дії (до 10 км, бойова висота від 15 до 6000 м) використовується найчастіше разом із зенітною артилерією для боротьби з цілями, що летять низько (тому вони називаються також маловисотними комплексами). Такі ЗРК відрізняються невеликою масою зенітних керованих ракет (8-80 кг), швидкістю переходу в бойову готовність до пуску.
За рухомістю ЗРК поділяються на стаціонарні, напівстаціонарні й рухомі. Стаціонарні встановлюються на позиціях надовго, нерідко в бетонованих укриттях, транспортуються в розібраному вигляді. Напівстаціонарні перевозяться частково розібраними.
Рухомі зенітно-ракетні комплекси бувають самохідні, буксировані, ті, що возять, та переносні. У самохідних комплексах бойові й технічні засоби розташовуються на одному або декількох гусеничних (колісних) самохідних шасі. У ЗРК, що буксирують, вони розміщуються на колісних причепах або напівпричепах. На ЗРК, що возять, засоби частково або повністю транспортуються в кузовах колісних або гусеничних машин. Переносні ЗРК зазвичай переносяться особовим складом обслуги.
За способом наведення ракети на ціль ЗРК поділяються на комплекси з лазерним наведенням, телевізійним (за променем, командне), із самонаведенням (пасивне, напівактивне, активне) і з комбінованим наведенням, що поєднує перші два способи.
За ступенем автоматизації наведення ракет ЗРК підрозділяються на автоматичні, напівавтоматичні й неавтоматичні, за місцем розташування — на наземні й корабельні.
Дія зенітного ракетного комплексу при виконанні бойового завдання складається з таких етапів: виявлення та розпізнавання цілей, вибір однієї або кількох з них для ураження, надання зенітній керованій ракеті необхідного положення в просторі, визначення моменту пуску й пуск ЗКР, наведення ракети та ураження цілі.
У переносних ЗРК оператор здійснює пуск ракети вручну, узгоджуючи з характером польоту цілі.